# David Victor Belly de Bussy
David Victor Belly de Bussy, né le 19 mars 1768 à Beaurieux (Aisne), mort le 2 janvier 1848 à Beaurieux (Aisne), est un général français du Premier Empire.

## Biographie
Fils d’un mousquetaire du roi et de dame Louise Gondallier de Tugny, filleul de son oncle David Gondallier de Tugny, chevalier de Saint-Louis, et de Marguerite Collier de La Marlire, femme d’un Belly de Bussy, conseiller souverain de Dombes, il se présente au concours de l’artillerie et sur la liste des cinquante-huit lieutenants en second promus le 1er septembre 1785, il a le numéro 40, le 41 était Phélipeaux et le 42, Bonaparte. Il est envoyé au régiment de La Fère, et il tient garnison à Valence, puis à Auxonne. il devient lieutenant en premier le 7 avril 1791 et capitaine en second le 6 février 1792. 
Mais il est royaliste ; il émigre le 1er juin 1792, près de trois mois avant l’invasion austro-prussienne, et rejoint dans les Pays-Bas cette petite armée du duc de Bourbon qui ne fait que se morfondre dans le camp de Marche-en-Famenne qu’elle appelle plaisamment et non sans raison le camp de Marche-en-Famine. De 1793 à la fin de 1796, il appartient au "rassemblement" d’officiers d’artillerie qui se sont réunis à Ostende sous les ordres du colonel Quiefdeville et qui doivent débarquer sur les côtes de France ; il suit, dit-il lui-même, ce rassemblement dans les campagnes qui ont lieu en Hollande et à la baie de Quiberon. 
Rentré en France en 1802, il devient maire de Beaurieux. Au matin du 6 mars 1814, il rejoint, sur demande de l'empereur (qui le connaît personnellement) le QG de la Grande Armée et se met à sa disposition afin de guider l'aile gauche de l’armée française à la bataille de Craonne les 6 et 7 mars 1814. Ayant grandement apprécié les services rendus, l'empereur le nomme le 11 mars 1814 colonel d'artillerie et son aide de camp. Il reçoit en outre, 12 000 francs pour s’équiper et il est nommé chevalier de la Légion d'honneur le 23 mars 1814. Il suit Napoléon dans toutes les batailles, à Reims, à Arcis-sur-Aube et à Saint-Dizier. Il assiste aux Adieux de Fontainebleau le 20 avril 1814. 
Il est fait chevalier de l’ordre royal et militaire de Saint-Louis le 27 juin 1814 et il est autorisé par le gouvernement des Bourbons à se rendre dans ses foyers. Il est mis le 1er juillet 1814 en non-activité. 
Le 11 avril 1815, il est nommé général de brigade, directeur du parc d’artillerie de la garde. Napoléon, partant pour la Belgique, le reprend comme aide de camp le 10 juin 1815. Bussy tombe malade à Soissons et il ne revient à Paris que le 30 juin 1815. 
Il regagne Beaurieux, et de là, le 27 juillet 1815, il envoie sa soumission au roi. Sa situation est réglée au mois de mai 1817. Il jouit dès lors du traitement de non-activité de colonel d’artillerie. Le 12 novembre 1829, il est admis à la retraite avec le grade de maréchal de camp et il touche 3 350 francs par an.

## Sources
- (en) « Generals Who Served in the French Army during the Period 1789 - 1814: Eberle to Exelmans »
- Thierry Pouliquen, « Les généraux français et étrangers ayant servis [sic] dans la Grande Armée » (consulté le 11 mai 2015)
- http://napoleonbonaparte.wordpress.com/2007/09/05/napoleon-et-belly-de-bussy-dauxonne-a-craonne/
- http://www.histoire-empire.org/1814/craonne/bussy_notice.htm